# フェアバーン・サイクス戦闘ナイフ

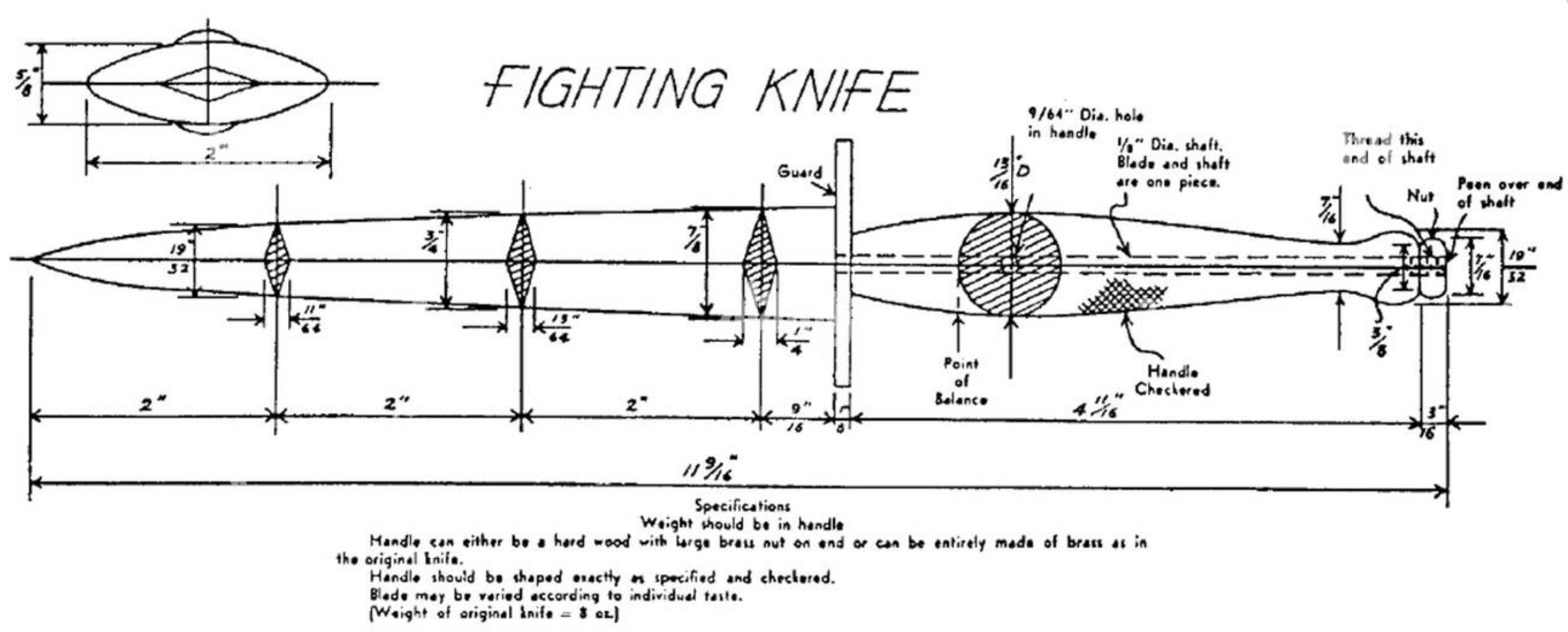
フェアバーン・サイクス戦闘ナイフの構造図。レックス・アップルゲートが作成した米海兵隊向けの資料から引用されたもの。

フェアバーン・サイクス戦闘ナイフ（Fairbairn–Sykes fighting knife）は、ウィリアム・E・フェアバーンとエリック・A・サイクスによって開発された諸刃の戦闘用ナイフである。フェアバーンとサイクスは共に上海共同租界警察の元警官だった。
フェアバーン・サイクス戦闘ナイフは第二次世界大戦中、ブリティッシュ・コマンドス、落下傘部隊、特殊空挺部隊（SAS）などの特殊部隊・精鋭部隊、SOE（特殊作戦執行部）エージェントに配備されたことで有名になった。先細った形状と鋭く尖った刃先を備えることから、このナイフはしばしばスチレットとも称される。ただし、刺突に特化した刃物であるスチレットとは異なり、フェアバーン・サイクス戦闘ナイフは斬撃に用いることも想定されていた。ウィルキンソン・ソード社が製造を担当し、柄頭や握りにはいくつかのバリエーションがある。
こんにち、フェアバーン・サイクス戦闘ナイフはブリティッシュ・コマンドスや戦略諜報局（OSS）、マリーン・レイダースなどを始めとする各国の特殊部隊・精鋭部隊の象徴的な装備と見なされている。ウェストミンスター寺院にはコマンドスを記念した金色のフェアバーン・サイクス戦闘ナイフが所蔵されている。
フェアバーンとサイクスは1940年11月に特殊部隊訓練センターで新たな戦闘ナイフを考案し、1941年1月には彼らのアイデアを元に最初の50振りが製造された。

## 設計

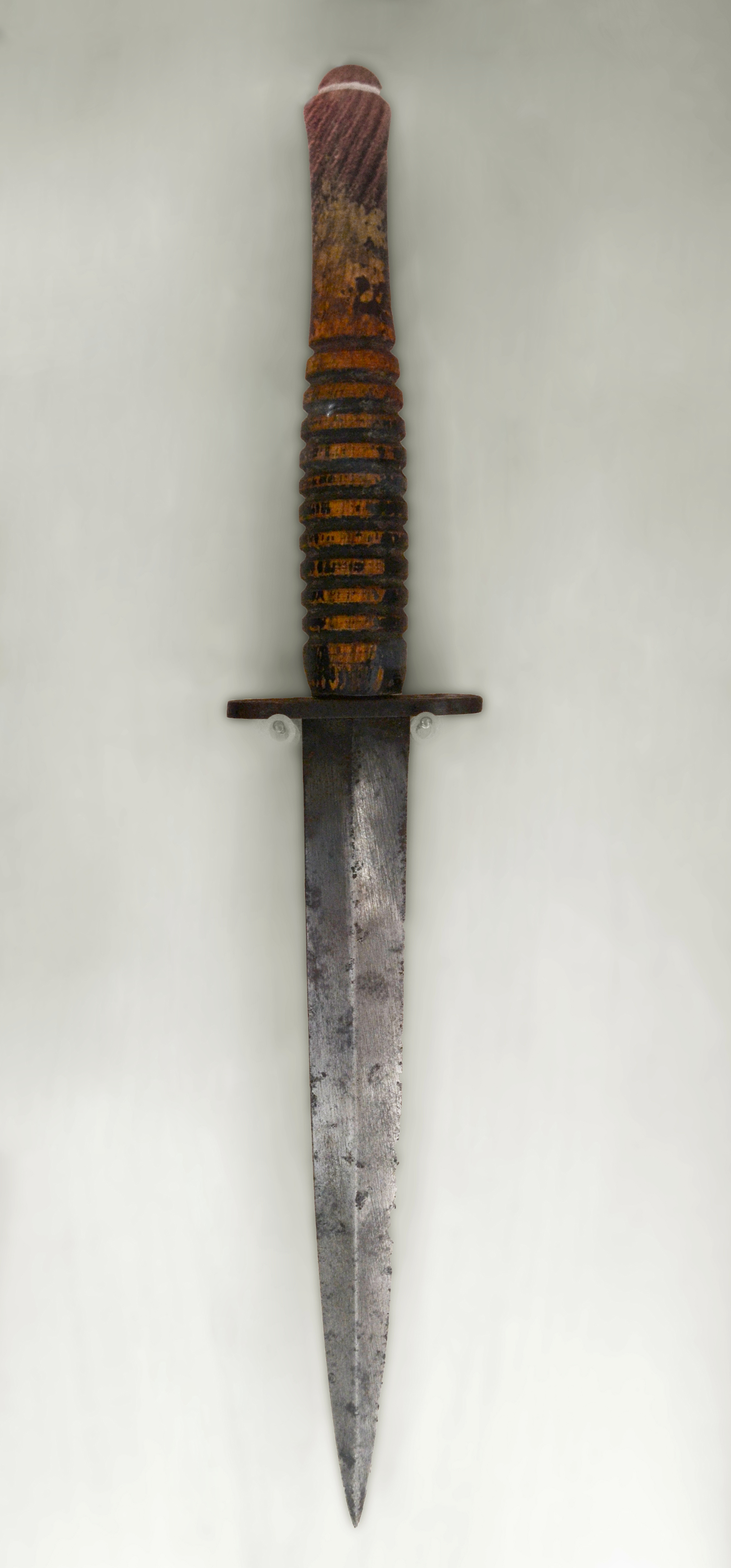
フェアバーン・サイクス戦闘ナイフ （Fort William Museumでアメリカ）

フェアバーン・サイクス戦闘ナイフは奇襲攻撃と戦闘に特化したナイフであり、胸郭を容易に貫けるように細身の刃を備えていた。握りには正確に保持しやすくする為にくびれがある。フェアバーンは著書『Get Tough!』（1942）の中で次のように述べている。

白兵戦において、ナイフほど危険な武器はない。ナイフを選ぶ時には念頭に置くべき2つの重要な要素がある。バランスと尖さである。柄は手にしっかりとフィットしていなければならないし、重すぎる刃も良くない。柄から指が離れ、握りが甘くなる傾向があるからだ。刃には尖い切っ先と切れ味の良い刃先が必須である。動脈を引き裂いた場合（きれいに切断した場合と異なり）、出血を止めようと伸縮する傾向がある。主動脈をきれいに切断したならば、負傷者は速やかに意識を失い、死に至る。

実際に製造されたフェアバーン・サイクス戦闘ナイフにはいくつかのパターンがある。原型となったシャンハイ・ナイフの刃渡りはわずか5.5 in (14 cm)程度だった。最初に製造されたパターンのナイフは、刃渡り6.5 in (17 cm)で、元々のデザインにはないリカッソ部があった。また柄はわずかにS字型に湾曲していた。第2パターンのナイフは、刃渡り7 in (18 cm)弱で、幅2 in (5.1 cm)程度の柄、ローレット加工が施された握り、丸い柄頭を備えていた。第二次世界大戦後にアメリカ合衆国で輸入されたものには、法律上の制限から柄の握り側にENGLANDという刻印が加えられている。また、柄の刃側には英国官品を意味するブロードアローと支給番号が刻印されていることがある。第3パターンのナイフは、第2パターンと同様刃渡りは7 in (18 cm)程度だが、握りの滑り止めがリングパターンに改められた。リングパターンの握りは安価な合金素材を用いた鋳造加工でも容易に生産しうるため、当時不足しつつあった真鍮を節約するべくこの設計変更が行われたが、握った時の手が不安定になりやすい点や濡れた時に滑りやすい点が設計者自身によって問題視されていたという。第3パターンには、"WILLIAM RODGERS SHEFFIELD ENGLAND"、"BROAD ARROW"、"ENGLAND"といった刻印が施されることもあった。エギントン・グループ（Egginton Group）の一員でもあるウィリアム・ロジャース社（William Rodgers）では、現在でも同型で黒一色のナイフを製造している。これはNATO各国での使用が想定されており、特定のメーカーを示す刻印は施されていない。
刃渡りは大戦において着用を想定しうる最も厚手の衣類、すなわちソビエト連邦製外套を着用した状態の敵を対象に、外套を含む衣類全て（3 in (7.6 cm)）を貫通し、その上で数インチが身体に突き刺さる長さとして定められていた。大戦後期に製造されたナイフの刃渡りは7.5 in (19 cm)程度となっていた。
全てのパターンにおいて、握りはフルーレ風の独特の形状をしており、様々な構え方が可能だった。刃渡りや握りの滑り止め加工といった細部のバリエーションは多数ある。フェアバーン・サイクス戦闘ナイフのデザインは、その後数十年にわたってナイフの設計に大きな影響を与えた。

## コピー
フェアバーン・サイクス戦闘ナイフが成功を収めたことで、その後の朝鮮戦争やベトナム戦争に際し、様々な企業がフェアバーン・サイクス戦闘ナイフをコピーした独自の戦闘用ナイフを開発・販売した。1966年に発表されたガーバー マークIIもその1つである。
オリジナルのナイフはイギリスによっておよそ200万振り製造された。製造時期によって品質に差があり、1945年以降に製造されたナイフは特に品質が劣るとされる。初期モデルの生産数は限られていたが需要は極めて高く、多くのイギリス将兵が自費での購入を試みた。

### OSS

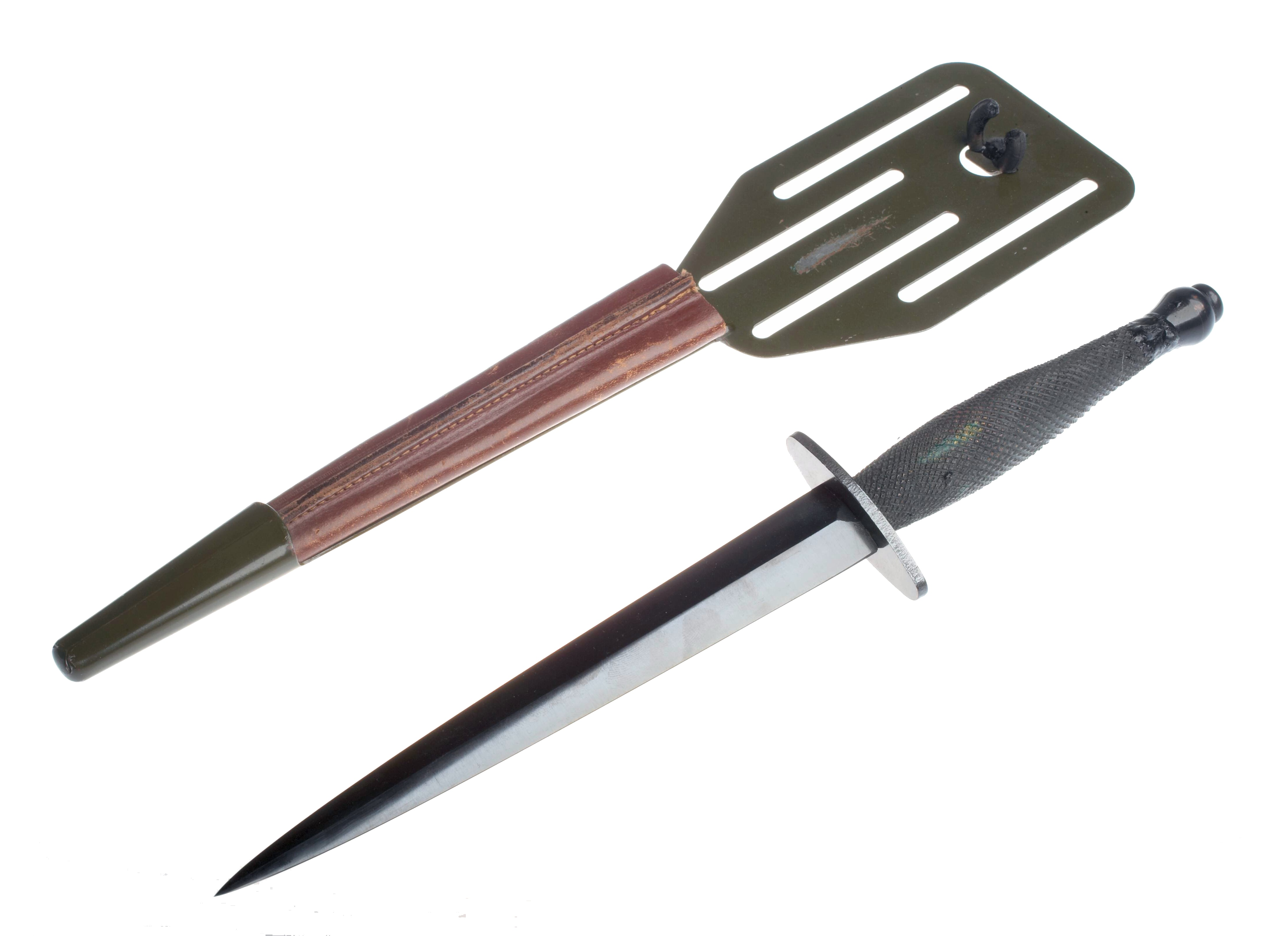
OSSが使用したナイフ

OSSスチレット（OSS Stiletto）あるいはOSSダガー（OSS dagger）は、フェアバーン・サイクス戦闘ナイフを元に設計された諸刃のナイフである。しかし、戦略諜報局（OSS）がナイフ生産に投じた予算はイギリス政府の15分の1程度だった。そのため、このアメリカ製ナイフは不十分な焼戻し処理などによってオリジナルのイギリス製ナイフに比べて品質が大幅に劣り、評判も芳しくはなかった。最終的にOSSは20,000振りのナイフを製造した。1944年にはM3戦闘ナイフによって更新されている。OSSスチレット用の鞘はフライ返しのような独特の形状をしているが、これはベルトに取り付けた際に高さや角度をずらしやすくするための設計である。

### 悪魔の旅団
悪魔の旅団指揮官のロバート・T・フレデリック中佐は、フェアバーン・サイクス戦闘ナイフを元に改良を加えたV-42スチレットを設計している。V-42スチレットは1942年から1943年頃までW・R・ケース・アンド・サンズ・カトラリーによって生産された。

### マリーン・レイダース
アメリカ海兵隊の特殊部隊マリーン・レイダースでは、フェアバーン・サイクス戦闘ナイフのデザインを踏襲したレイダー・スチレットを採用していた。